# Camp des Loges
Camp des Loges è un centro di allenamento situato nel comune di Saint-Germain-en-Laye, nel dipartimento di Yvelines, a circa 20 chilometri da Parigi.
L'impianto, costruito nel 1905, è stato utilizzato dalla squadra di calcio dello Stade Saint-Germain fino al 1970, e dal Paris Saint-Germain fino al 1975.